# Менозио (Савона)
Менозио је насеље у Италији у округу Савона, региону Лигурија.
Према процени из 2011. у насељу је живело 200 становника. Насеље се налази на надморској висини од 323 м.